# گروه صیدال
گروه صیدال (انگلیسی: Saidal) شرکت داروسازی الجزایری است، که در سال ۱۹۸۲ تأسیس شد.